# إيزولان
آيزوبروبيل ميثيل بيرازوليل ثنائي ميثيل كاربامات هو مركب كيميائي يستخدم في أوروبا في مبيدات المن ومبيدات الحشرات. اعتبارًا من عام 1998، أدرجته وكالة حماية البيئة الأمريكية كمبيد آفات غير مسجل في الولايات المتحدة. في الصين، يتم استخدامه تحت اسم إيزولان.
تم تصنيفها على أنها مادة شديدة الخطورة في الولايات المتحدة على النحو المحدد في القسم 302 من الولايات المتحدة. قانون التخطيط للطوارئ وحق المجتمع في المعرفة (42 U.S.C. 11002)، ويخضع لمتطلبات الإبلاغ الصارمة من قبل المنشآت التي تنتجها أو تخزنها أو تستخدمها بكميات كبيرة.